# 조제프 니세포르 니에프스
조제프 니세포르 니에프스(프랑스어: Joseph Nicéphore Niépce, 1765년 3월 7일 ~ 1833년 7월 5일)는 프랑스의 발명가, 사진가이다. 특히 사진술의 선구자로, 세계 최초의 사진을 찍은 것으로 유명하다.

## 생애
1765년에 프랑스 손에루아르주의 샬롱쉬르손의 부유한 가정에서 태어났다. 프랑스 혁명 때 피신했다 다시 복귀했고, 나폴레옹 보나파르트의 군대에 복무했다가, 건강상의 이유로 퇴역하였다. 이후 남은 생애 동안 연구를 하며 지냈다. 1807년에는 형 클로드 니에프스(프랑스어: Claude Niépce)와 함께 내연기관인 피레올로포르(프랑스어: Pyréolophore)를 발명했다. 1826년 창 밖을 찍어낸 헬리오그라피 사진은 세계 최초의 사진으로 잘 알려져 있다. 1833년 뇌졸중으로 사망하였는데, 사망할 당시 형제 클로드의 신경증적 탕진 등을 이유로 금전적으로 매우 빈곤하였고 무덤조차 지자체가 지원해주어 만들었을 정도였다.

## 사후
그의 헬리오그라피는 동업자로 일했던 루이 다게르가 다게레오타이프(은판사진법)을 개발함으로서 사진의 명맥을 이어나갔으며 영국의 윌리엄 폭스 탤벗이 그 영향을 받아 캘러타이프를 개발하는데 기여하게 된다.
한편 프랑스 정부는 이에 대한 공로로 니에프스의 아들과 동업자인 다게르에게 공훈과 포상을 수여하였다.
니에프스의 촬영 사진은 1940년 제2차 세계 대전 당시 나치 독일이 프랑스 공방전 당시 대거 소실된 것으로 알려졌으며 일부만이 남아있는 것으로 알려졌다.

## 업적

### 사진술

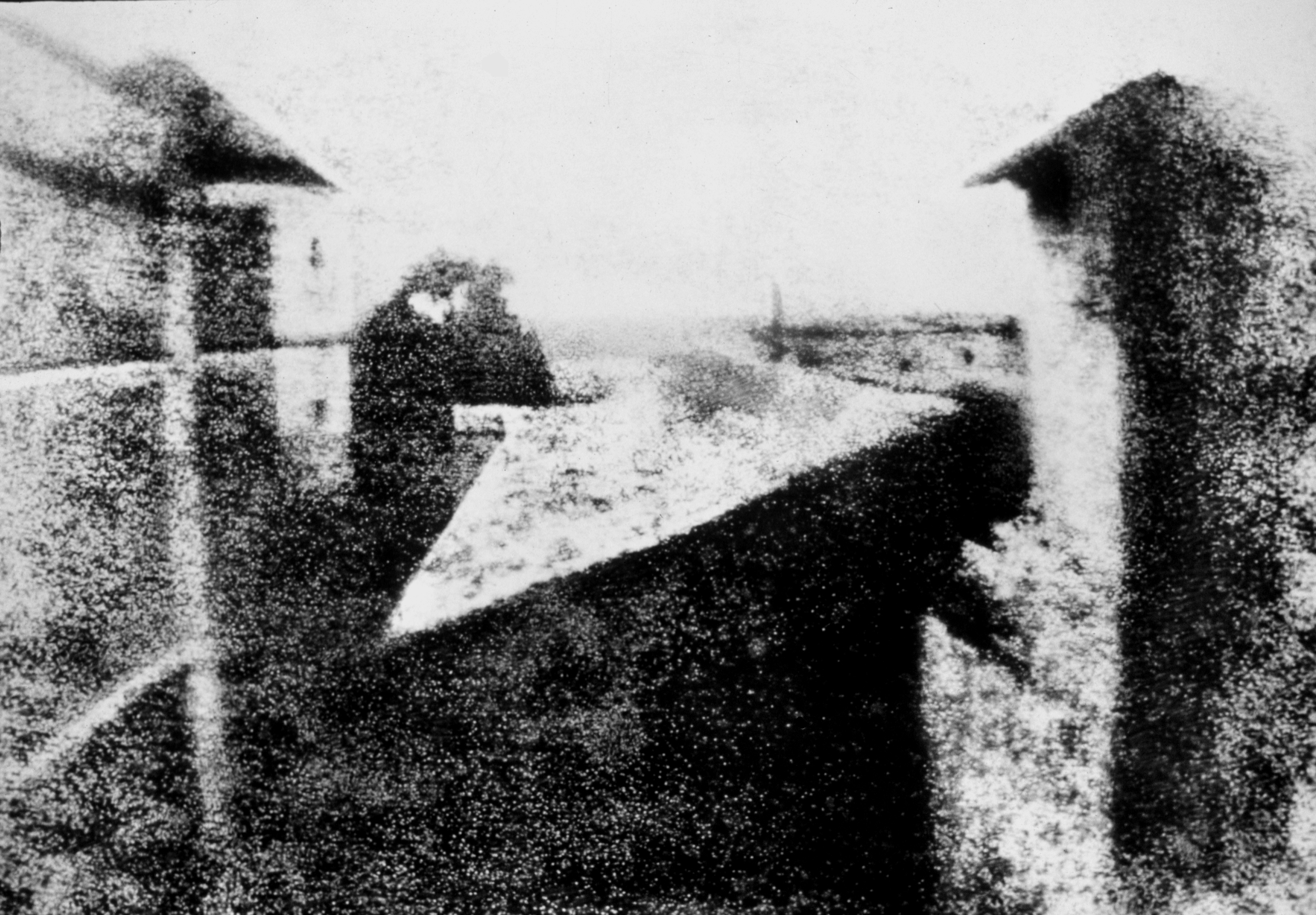
그라에 있는 니에프스의 집 창밖 풍경. 니에프스가 1826년경 만들어낸 사진 이미지(헬리오그래피)로, 최초의 사진으로 흔히 알려져 있다. 노출시간이 8시간이었기 때문에, 해가 하늘을 가로질러서 안뜰 양쪽을 비추고 있다.
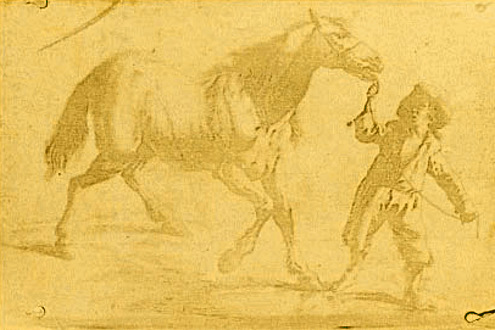
니에프스가 헬리오그래피 기법으로 만들어낸 사진 이미지. 1826년에 만들어진 위의 이미지와는 달리 1825년에 만들어진 것으로 확인되어, 이것이 최초의 사진이라는 주장도 있다.